# Sociedade Numismática Brasileira
A Sociedade Numismática Brasileira (SNB) foi fundada em 19 de janeiro de 1924. Reconhecida como sendo de utilidade pública em 1951, é uma entidade civil, sem fins lucrativos, mantida pelo seu corpo de associados, e aberta a pessoas ou instituições que desejam integrar seu quadro social. 

## Objetivo
A Sociedade Numismática Brasileira tem como finalidade estimular e difundir a numismática (ciência que tem como objeto de estudo as moedas, cédulas e medalhas - principalmente as brasileiras).
A SNB mantém uma importante biblioteca especializada em sua sede, aberta a todos os interessados em aprofundar seu conhecimentos numismáticos, e, publica periodicamente um boletim, com artigos e ensaios relativos à sua área de estudo. Promove também, dois encontros semanais para confraternização de seus associados e trocas de peças numismáticas, palestras e exposições.

## Associações Numismáticas Brasileiras
| Associação                                                       | Estado            | Ano de Fundação |
| ---------------------------------------------------------------- | ----------------- | --------------- |
| Sociedade Numismática Amazonense                                 | Amazonas          | 2017            |
| Associação Filatélica e Numismática de Brasília                  | Distrito Federal  | 1995            |
| Sociedade Filatélica e Numismática de João Pessoa                | João Pessoa       | 1982            |
| Associação Mineira de Numismática                                | Minas Gerais      | 2018            |
| Associação Numismática do Pará Sociedade Numismática de Santarém | Pará              | 2015            |
| Associação Numismática do Pará Sociedade Numismática de Santarém | Pará              | 2018            |
| Sociedade Numismática Paranaense                                 | Paraná            | 1991            |
| Sociedade Gaúcha de Numismática                                  | Rio Grande do Sul | 1995            |
| Sociedade Numismática de Joinville                               | Santa Catarina    | 2014            |